# 広瀬寿雄
広瀬 寿雄（ひろせ としお、1958年（昭和33年）9月25日 - ）は、日本の政治家。元栃木県下野市長（4期）、元栃木県議会議員（通算4期）。

## 来歴
日本大学法学部卒業。1981年4月より、栃木県議会議員の叔父・広瀬寅造の秘書を務める。1992年10月、寅造が死去。同年11月、下都賀郡選挙区補欠選挙に叔父の地盤を引き継いで立候補し、初当選した。
1995年・1999年の栃木県議選では、下都賀郡北部選挙区（定数2）から立候補し当選。県議在職中は自由民主党議員会に所属していた。
2002年、地方議員18人に中元の名目で日本酒を配り、公職選挙法（寄付行為の禁止）違反容疑で栃木県警に書類送検された。同年11月27日、栃木県議会議員を辞職。
2003年4月の栃木県議選に再出馬し、広瀬以外に下都賀郡北部選挙区に立候補を届け出た者がいなかったため、無投票で4選。2004年3月から2005年3月まで、栃木県議会副議長を務めた。
2006年6月、大垣隆下野市長の公職選挙法（寄付行為の禁止）違反の疑いが表面化したため、大垣は市長を辞職した。大垣の辞職を受け、同年8月に行われた下野市長選挙に無所属で出馬。選挙戦では、自身が4年前に同様の問題で栃木県議会議員を辞職した過去にも言及し、政治倫理を争点に掲げて当選した。
2010年7月の下野市長選挙に再選を目指して出馬（自由民主党・公明党推薦）。前任者である大垣隆を2千票差で破り、再選。
2014年7月の下野市長選挙に3選を目指して出馬（自由民主党・公明党推薦）、大垣隆らが支援した新人安里満信をダブルスコアを超える大差で下し3選。
2018年は無投票で4選。
2022年3月25日、今期限りで勇退することを表明した。